# Oreodera mocoiatira
Oreodera mocoiatira là một loài bọ cánh cứng trong họ Cerambycidae.